# Borken (Hessen)
Borken (Hessen) ist eine Kleinstadt im nordhessischen Schwalm-Eder-Kreis mit etwa 13.000 Einwohnern.
Die Stadt war im 20. Jahrhundert ein Zentrum des Braunkohleabbaus und der Braunkohleverstromung in Hessen. Der Braunkohleabbau, der hier im Unterschied zu anderen Braunkohlerevieren auch unter Tage erfolgte, wurde nach dem schweren Grubenunglück von Stolzenbach (1. Juni 1988) eingestellt. Am 15. März 1991 wurde auch die Erzeugung von Strom im Kraftwerk Borken durch die PreussenElektra beendet.
Die Hinterlassenschaften des Borkener Braunkohlereviers werden nach der Rekultivierung als Borkener Seenland touristisch genutzt. Für den größten rekultivierten Tagebau ist eine eingeschränkte touristische Nutzung gegeben, da dieser zum Naturschutzgebiet Borkener See erklärt wurde.
Eine Attraktion ist das Hessische Braunkohle Bergbaumuseum, in dem die Bergbautradition der Stadt dargestellt wird. Seit 2003 ist ein Freilichtbereich eröffnet, der über Kohle und Energie informiert. Dem Museum ist ein Naturschutzinformationszentrum zum Borkener See angegliedert.

## Geografie
| Nutzung        | Fläche in ha und Prozent |
| -------------- | ------------------------ |
| Landwirtschaft | 4.805 (58,3 %)           |
| Waldfläche     | 1.725 (20,9 %)           |
| Wohnbebauung   | 564 (6,9 %)              |
| Verkehrsfläche | 535 (6,5 %)              |
| Wasserfläche   | 305 (3,7 %)              |
| Betriebe       | 147 (1,8 %)              |
| Erholung       | 44 (0,5 %)               |
| Sonstiges      | 105 (1,4 %)              |
| Gesamtfläche   | 8230 (100 %)             |

### Geografische Lage
Borken liegt zwischen Kassel (ca. 50 km) und Marburg (ca. 55 km). Die nächsten größeren Städte sind in nordöstlicher Richtung Fritzlar (ca. 15 km) und östlich Homberg (Efze) (ca. 15 km). Südöstlich von Borken befindet sich das Knüllgebirge (ca. 15 km) und westlich der Kellerwald (ca. 10 km).

### Geologie
Das Stadtgebiet ist Teil der Landsburger Senke (Borkener Becken und Trockenerfurther Gefilde) und des Hessengaus (Schwalmaue und Großenengliser Platte) in der Westhessischen Senke, der Ostsenke des Westhessischen Berg- und Senkenlandes. Entwässert wird das Borkener Becken durch viele kleine Bäche (wie Olmes, Hundsbach, und Lembach), Nebenflüsse der das Stadtgebiet von Westen nach Osten durchfließenden Schwalm.
Im Borkener Becken als Teil der Westhessischen Senke sind tertiäre Sedimentablagerungen vorherrschend. Somit sind bedeutende Kies-, Sand- und Tonlagen im nordöstlichen Gemeindegebiet vorhanden. Im Gemeindegebiet Borkens befinden sich in diesen Sedimentlagen ergiebige Braunkohlevorkommen, die sowohl im Tagebau als auch im Untertagebau gefördert wurden.

### Ausdehnung und Nutzung des Stadtgebiets
Das Gemeindegebiet umfasst eine Fläche von 82,3 Quadratkilometern (= 8230 Hektar (ha)). Hiervon werden 4805 ha landwirtschaftlich und 1725 ha forstwirtschaftlich genutzt. 305 ha sind Wasserflächen (139 ha Borkener See, 74 ha Singliser See und 26 ha Gombether See) und 44 ha Erholungsflächen (10 ha Naturbadesee Stockelache). Weiterhin werden 535 ha für den Verkehr, 564 ha für Gebäude und deren Freiflächen, 147 ha für Betriebe und 105 ha „ohne spezifische Nutzung“ erfasst.

### Nachbargemeinden
Borken grenzt im Norden an die Stadt Fritzlar, nordöstlich an die Gemeinde Wabern, im Osten an die Stadt Homberg (Efze), im Süden an die Gemeinde Frielendorf, südwestlich an die Gemeinde Neuental sowie im Westen an die Gemeinde Bad Zwesten (alle im Schwalm-Eder-Kreis).

### Stadtteile
Zur Stadt Borken gehören 15 Stadtteile:
| - 1. Stadt Borken - 2. Großenenglis - 3. Gombeth - 4. Singlis - 5. Lendorf - 6. Freudenthal - 7. Pfaffenhausen - 8. Stolzenbach | - 9. Dillich - 10. Haarhausen - 11. Nassenerfurth - 12. Trockenerfurth - 13. Arnsbach - 14. Kleinenglis - 15. Kerstenhausen |

Die Stadtteile waren bis zur Eingemeindung selbstständige Gemeinden. 13 von 15 Gemeinden wurden ehrenamtlich verwaltet.

## Geschichte

### Antike
Durch Funde konnte für Borken eine Besiedlung in der älteren Bronzezeit (1300 v. Chr. bis 800 v. Chr.) belegt werden. Auch für die nachfolgenden Jahre ist die Besiedlung durch Funde gesichert. Aus der Zeit vor dem achten Jahrhundert sind keine schriftlichen Überlieferungen zu finden.

### Mittelalter

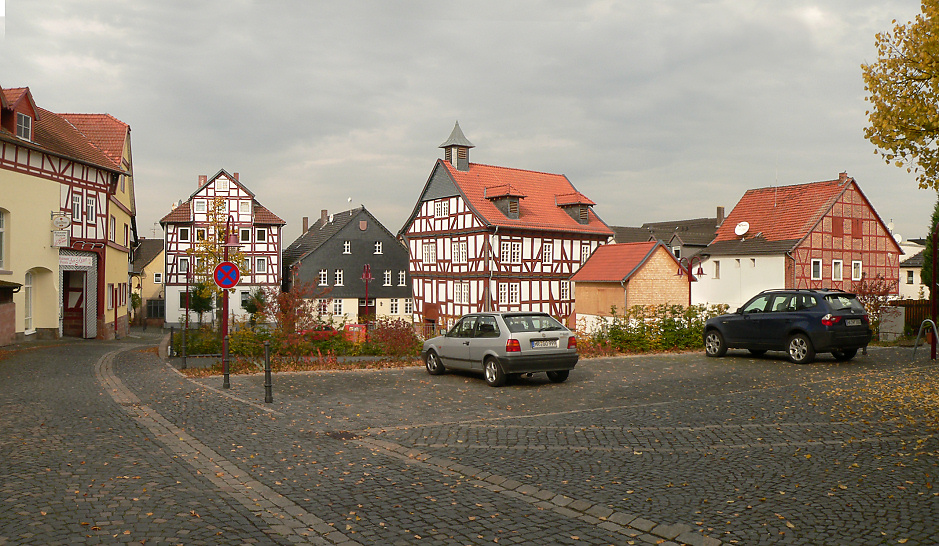
Der historische Ortskern

Erstmals erscheint Borken in einer Schenkungsurkunde Karls des Großen an die Abtei Hersfeld, datiert auf den 5. Januar 775, die im Weirich Urkundenbuch Hersfeld Nr. 38 verzeichnet ist. Borken gehörte zum pago Hassorum, einer fränkischen Gaugrafschaft.
1108 wurde die Burg Borken zusammen mit den Inhabern des Gerichts zu Borken, den Herren von Furcun, erstmals erwähnt. Sie lag am Fuß des Blumenhains. 1266 wurde die Burg im Zusammenhang mit dem Verkauf von Gütern an das Kloster Haina als castrum bezeichnet. 1253 wurde Borken als villa Borchem bezeichnet, und in einem Schriftstück vom 26. August 1253 des Klosters Haina wird von einem Gerichtstag in Borken berichtet.
1285 kamen die Burg Borken und das Gericht nach dem Aussterben der Herren von Borken durch Erbschaft an die Herren von Löwenstein. Werner von Löwenstein-Westerburg trug die Burg Borken und die dazugehörenden Rechte im Jahr 1297 dem Landgrafen Heinrich I. von Hessen zu Lehen auf. Schon fünf Jahre später, 1302, erwarb der Landgraf die andere Hälfte der Burg von dem Hause Löwenstein-Schweinsberg.
In Urkunden vom 27. August 1303 („in oppido Burckenn“) und 18. Januar 1314 („in terminis oppidi Burcken“) wurde Borken als „oppidum“ und als „civitas“ bezeichnet. Dies gab dem Ort als eine befestigte Siedlung eine herausragende Stellung gegenüber den umliegenden Ansiedlungen. Am 9. November 1317 unterzeichneten Landgraf Otto von Hessen und Graf Johann I. von Ziegenhain einen Vertrag zur Gründung der Stadt Borken. Mit der Unterzeichnung übergab Landgraf Otto von Hessen dem Grafen Johann von Ziegenhain das „halbe Haus Borken.“ 1333 erwarben die Herren von Löwenstein die Ziegenhainer Hälfte, verloren sie aber bereits 1358 wieder an die Grafen von Ziegenhain.

### Frühe Neuzeit
Zur Verwaltung der landgräflichen Güter und der Gerichtsbarkeit wurde 1372 das Amt Borken gegründet. Hierzu gehörten die Dörfer Herboldshausen und Heckenhausen als Bestandteile der Stadt Borken.
Mit dem Aussterben der Grafen von Ziegenhain im Jahre 1450 fiel ihr Anteil an der Burg Borken an die Landgrafschaft Hessen. Die Söhne von Ludwig I. (Hessen) teilten die Landgrafschaft und hierbei wurde Borken 1467 mit Oberhessen an Landgraf Heinrich III. übergeben. Zwischen Heinrich III. von Hessen-Marburg und seinem Bruder Ludwig II. gab es nach der Teilung ein Streit über die Teilung der Landgrafschaft. Dies führte zum Hessischen Bruderkrieg.
Trotz der im Jahre 1468 durchgeführten stärkeren Befestigung der Stadt Borken wurde die Stadt und die Burg Borken durch die Kämpfe im Jahre 1469 verwüstet. Bei der ersten Eroberung durch Ludwig II. am 7. Januar 1469 konnte die verstärkte Stadtbefestigung die Truppen nicht aufhalten. Ludwig konnte Borken jedoch nicht lange halten, da wenige Stunden später Truppen von Heinrich III. Borken zurückeroberten. Am 12. Januar erschienen wieder Truppen Ludwigs vor Borken. Diesmal dauerte es sechs Tage, bis sie es erstürmen konnten. Dabei wurden die Stadt und die Burg in Asche gelegt.

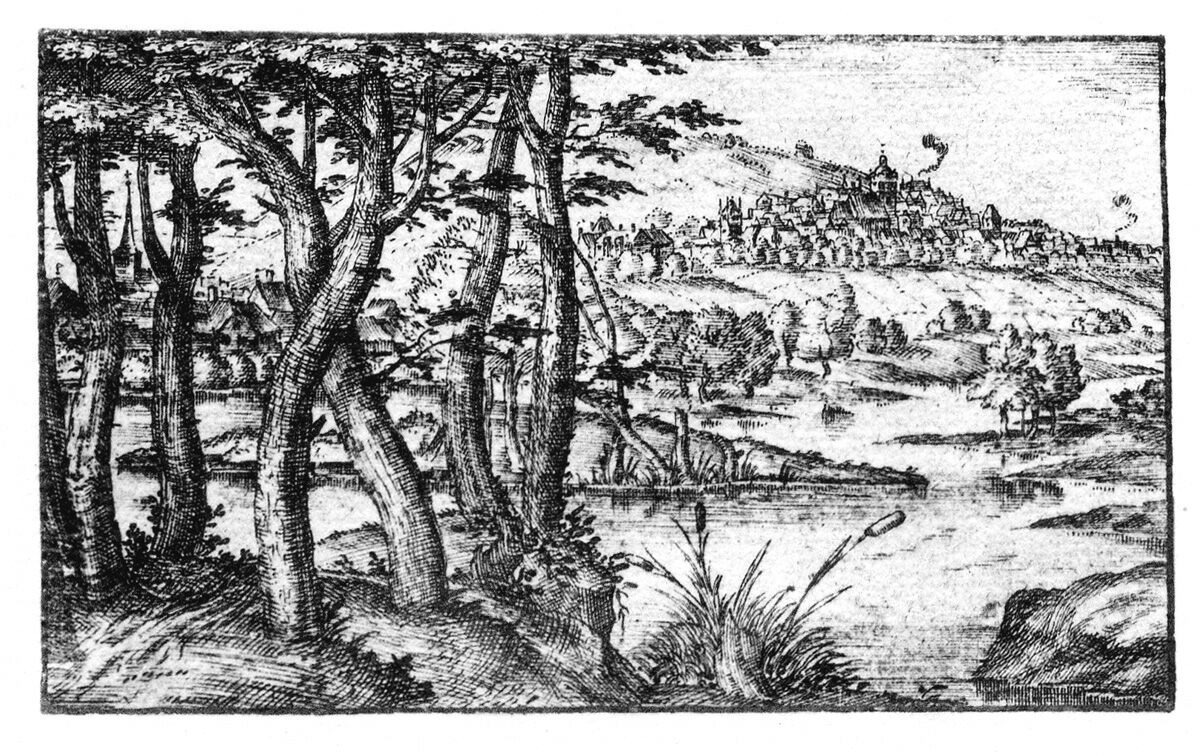
Wilhelm Dilich: Ansicht von Borken 1591. Gut zu sehen sind die beiden Wachtürme und die evangelische Stadtkirche.

Wie der Zeichnung von Wilhelm Dilich, abgebildet in Synopsis descriptionis totius Hassiae tribus libris comprehensae, zu entnehmen ist, bauten die Borkener Bürger die Stadt in kurzer Zeit wieder auf. Nur die Burg Borken wurde nicht wieder instand gesetzt.
Im Jahre 1473 zogen das Amtsgericht und die Verwaltung der landgräflichen Besitzungen in das älteste noch erhaltene Gebäude Borkens um. Bis 1570 stieg die Zahl der zu verwaltenden Ortschaften auf vierunddreißig an (hierzu gehörten als nördlichster Ort die Kalbsburg, als östlichster Singlis, als südlichster Schlierbach und als westlichster Ort Brünchenhain bei Jesberg). Bis zur Mitte des 18. Jahrhunderts erhöhte sich die Anzahl auf achtunddreißig Ortschaften.
Der Dreißigjährige Krieg zog auch Borken in Mitleidenschaft. 1631 plünderten Truppen von Tilly, 1635 zweimal kroatische und 1636 polnische Truppen Borken.
Im Jahre 1750 zog die Verwaltung der Stadt in das angekaufte Rathaus am Marktplatz um.

### Neuere Geschichte
Das Archiv der Stadt Borken wurde in den Jahren 1791 und 1792 bei einigen Bränden zu großen Teilen vernichtet. Die noch vorhandenen Unterlagen wurden 1982 zusammen mit den Archivalien der ehemals selbstständigen eingemeindeten Stadtteile dem hessischen Staatsarchiv Marburg übergeben.
Während der Zeit des kurzlebigen Königreichs Westphalen (1807–1813) war Borken Sitz einer Kantonalverwaltung und eines Friedensgerichts im Distrikt Hersfeld. Der Kanton war für 16 Dörfer und Weiler zuständig. In dem Kanton lebten 4.750 Menschen in 581 Haushalten. Nach dem Ende des Königreichs Westphalen konstituierte sich das Kurfürstentum Hessen-Kassel wieder. Somit wurde Borken wieder Sitz eines kurhessischen Amtes. 1821 wurde das Amt Borken mit den Ämtern von Homberg und Raboldshausen zum Kreis Homberg zusammengelegt. Das Amt Borken wurde als Justizamt Borken weitergeführt. Das Gebiet des Justizamts umfasste die Stadt Borken, 16 Dörfer und zwei Höfe.
1842 gehörten zu Borken 4367 Acker Land; davon wurden 2600 landwirtschaftlich genutzt.
In diesem Jahr standen in Borken 177 Häuser mit 1378 Einwohnern. Es wurden in dieser Zeit fünf Jahrmärkte abgehalten.
An der Aufteilung der Kreise und Justizämter änderte sich nichts, als Preußen 1867 nach der Annexion Kurhessens nach dem Deutschen Krieg eine Verwaltungsreform durchführte. Dabei wurde der Kreis Homberg in die Provinz Hessen-Nassau eingegliedert. Bei einer kleinen Verwaltungsreform 1932 in Preußen wurde der Kreis Homberg mit dem Kreis Fritzlar zum Kreis Fritzlar-Homberg zusammengefasst; dieser wurde nach dem Zweiten Weltkrieg in Landkreis Fritzlar-Homberg umbenannt. Im Dezember 1947 wurden der seit Jahrzehnten geführte Name „Borken (Bez. Kassel)“ amtlich anerkannt. 1974 wurden im Rahmen der hessischen Kreisreform die Landkreise Fritzlar-Homberg, Melsungen und Ziegenhain zum Schwalm-Eder-Kreis zusammengefügt.

### Neueste Geschichte
1920 zog die Verwaltung in das Haus Pferdetränke 1. Seit 1938 befindet sie sich im ehemaligen „Gutshaus Koch“, das von der Preußischen Elektrizitäts-AG erworben wurde.
1958 wurde für das Amtsgericht Borken ein neues Gebäude mit Richter- und Wachtmeisterdienstwohnung errichtet. Es war bis zum 16. Februar 1968 dem Landgerichtsbezirk Marburg zugeordnet. Im Zuge der Aufhebung kleinerer Gerichte (Ein-Mann-Gerichte) wurde das Gericht am 1. Juli 1968 an das Amtsgericht Fritzlar eingegliedert. Der Amtsgerichtsbezirk umfasste die Orte: Allendorf, Arnsbach, Betzigerode, Bischhausen, Borken, Densberg, Dillich, Dorheim, Elnrode-Strang, Freudenthal, Gilsa, Gombeth, Haarhausen, Hundshausen, Jesberg, Lembach, Lendorf, Nassenerfurth, Neuenhain, Niederurff, Oberurff-Schiffelborn, Pfaffenhausen, Reptich, Römersberg, Roppershain, Schlierbach, Singlis, Stolzenbach, Trockenerfurth, Verna, Waltersbrück, Wenzigerode, Zimmersrode, Zwesten. Die Zweigstelle Borken des Amtsgerichts Fritzlar wurde mit Verordnung vom 25. Mai 1970 zum 1. Juli 1970 aufgehoben. Somit verblieb in Borken nach über 500 Jahren der niederen Gerichtsbarkeit nur noch ein Ortsgericht.

### Eingemeindungen
Um die Verwaltung zu professionalisieren, bessere Koordinierungs- und Abstimmungsmöglichkeiten für größere Planungsräume und die Verwirklichung des Gleichheitsgrundsatzes zu schaffen, wurde die hessische Verwaltungs- und Gebietsreform durchgeführt. Die erste Phase war der freiwillige Zusammenschluss der Gemeinden. Dies wurde auch durch finanzielle Vergünstigungen von Seiten des Landes gefördert. Dieses „Geschenk“ nahmen die Gemeinden Dillich, Freudenthal, Gombeth, Haarhausen, Lendorf, Pfaffenhausen (mit den Siedlungsplätzen: Marienrode und Gilserhof), Singlis und Stolzenbach wahr und ließen sich am 31. Dezember 1971 in die Stadt Borken eingliedern. Die Gemeinden Kerstenhausen und Kleinenglis schlossen sich zur neuen Gemeinde Kleinenglis zusammen.
Das hessische Innenministerium verfügte am 20. November 1972 im endgültigen Modellplan, die noch „abseits“ stehenden Gemeinden nach Borken einzugliedern. Dies wurde am 1. Januar 1974 mit den Gemeinden Arnsbach, Großenenglis, Kleinenglis (mit Kerstenhausen), Nassenerfurth und Trockenerfurth kraft Landesgesetz vollzogen.
Für alle durch die Gebietsreform eingegliederten Stadtteile wurde Ortsbezirke mit Ortsbeirat und Ortsvorsteher eingerichtet.

### Einwohnerentwicklung
Die Daten für die Stadtteile sind in den Grafiken zur Einwohnerentwicklung nicht enthalten, sondern in dem jeweiligen Stadtteilartikel zu finden. Zum Vergleich ist die Entwicklung in drei Grafiken zu sehen: von 1570 bis 1777, von 1777 bis 1950 und von 1950 bis 2007.
| Bevölkerungsentwicklung in Borken von 1570 bis 1747 | Bevölkerungsentwicklung in Borken von 1570 bis 1747 | Bevölkerungsentwicklung in Borken von 1570 bis 1747 | Bevölkerungsentwicklung in Borken von 1570 bis 1747 | Bevölkerungsentwicklung in Borken von 1570 bis 1747 |
| --------------------------------------------------- | --------------------------------------------------- | --------------------------------------------------- | --------------------------------------------------- | --------------------------------------------------- |
|                                                     |                                                     |                                                     |                                                     | Anzahl                                              |
| 1570                                                | 1570                                                |                                                     | 146                                                 | 146                                                 |
| 1585                                                | 1585                                                |                                                     | 155                                                 | 155                                                 |
| 1626                                                | 1626                                                |                                                     | 140                                                 | 140                                                 |
| 1705                                                | 1705                                                |                                                     | 110                                                 | 110                                                 |
| 1724                                                | 1724                                                |                                                     | 208                                                 | 208                                                 |
| 1742                                                | 1742                                                |                                                     | 115                                                 | 115                                                 |
| Anzahl der Haushalte/Hausgesessene                  |                                                     |                                                     |                                                     |                                                     |

| 1724   | 1724                         |
| Anzahl | Status                       |
| ------ | ---------------------------- |
| 92     | Bürger                       |
| 97     | Einlieger                    |
| 12     | Beisassen                    |
| 50     | Ackerleute                   |
| 74     | Handel- und Gewerbetreibende |
| 22     | Sonstiges                    |
| ?      | Frauen                       |
| ?      | Kinder                       |
| 347    | Gesamtzahl                   |

Gesicherte Daten für die Einwohnerentwicklung für die Stadt Borken liegen seit dem Jahre 1540 vor. Die Daten der Grafiken wurden dem Landesgeschichtlichen Informationssystem Hessen (LAGIS) entnommen. Andere Quellen sind bei der entsprechenden Jahreszahl im Text vermerkt. Um die Differenz zwischen der „offiziellen“ Zählung und der tatsächlichen Anzahl aufzuzeigen, ist als Beispiel das Jahr 1724 in der rechts stehenden Tabelle aufgeführt. Bis Mitte des 18. Jahrhunderts wurde die Einwohnerzahl nach Häusern und/oder männlichen Erwachsenen gezählt und nicht nach Personen (Männer, Frauen und Kinder). Auch wurden Knechte und Mägde nicht mitgezählt.
Zwischen 1570 und 1777 war die Einwohnerzahl von Borken recht konstant bei ca. 140 Hausgesessenen. In diese Zeit fielen drei für die Bevölkerungsentwicklung abträgliche Ereignisse, der Dreißigjährige Krieg (1618 bis 1648) und die Pestjahre von 1625/26 und 1635/36. Die Auswirkung der Pestjahre wird durch die hohe Anzahl von 40 Witwen dokumentiert.
| Bevölkerungsentwicklung in Borken von 1777 bis 1950 | Bevölkerungsentwicklung in Borken von 1777 bis 1950 | Bevölkerungsentwicklung in Borken von 1777 bis 1950 | Bevölkerungsentwicklung in Borken von 1777 bis 1950 | Bevölkerungsentwicklung in Borken von 1777 bis 1950 |
| --------------------------------------------------- | --------------------------------------------------- | --------------------------------------------------- | --------------------------------------------------- | --------------------------------------------------- |
|                                                     |                                                     |                                                     |                                                     | Anzahl                                              |
| 1777                                                | 1777                                                |                                                     | 699                                                 | 699                                                 |
| 1834                                                | 1834                                                |                                                     | 1.329                                               | 1.329                                               |
| 1885                                                | 1885                                                |                                                     | 1.273                                               | 1.273                                               |
| 1925                                                | 1925                                                |                                                     | 1.660                                               | 1.660                                               |
| 1950                                                | 1950                                                |                                                     | 3.760                                               | 3.760                                               |
| 1961                                                | 1961                                                |                                                     | 4.334                                               | 4.334                                               |
| 1970                                                | 1970                                                |                                                     | 5.130                                               | 5.130                                               |
|                                                     |                                                     |                                                     |                                                     |                                                     |

Die Zählung aus dem Jahr 1777 mit 699 Einwohnern war wohl die erste, die die gesamte Bevölkerung erfasste. Bis zum Jahr 1834 gab es einen signifikanten Bevölkerungszuwachs auf 1329 Einwohner. Die damals erreichte Bevölkerungsgröße blieb bis zum Jahr 1910 mit 1226 wiederum recht konstant.  Die Konstanz der Bevölkerungszahl kann sich aus dem Fehlen von größeren Gewerbe- oder Industriebetrieben und der Tatsache, dass bis zum Ende des 19. Jahrhunderts noch 80 % der Einwohner in der Forst- und Landwirtschaft tätig waren, ergeben haben.
Bis 1925 stieg die Bevölkerungszahl auf 1666 Einwohner. 1933 zählte die Bevölkerung 1.946 Menschen.
Trotz des Wegzugs und der Deportation von über 200 jüdischen Mitbürgern zwischen 1933 und 1939 war in diesen Jahren eine Steigerung der Einwohnerschaft zu verzeichnen, zurückzuführen auf den beginnenden Ausbau der Gruben im Borkener Braunkohlerevier im Zuge der Autarkiebestrebungen des Dritten Reiches. Die Einwohnerzahl stieg 1939 auf 2101.
Nach dem Zweiten Weltkrieg stieg die Einwohnerzahl im Jahre 1950 durch den Zustrom von Flüchtlingen aus den ehemaligen Ostgebieten des Deutschen Reiches auf 3706.
Die folgenden Jahre waren von einem stetigen Wachstum der Bevölkerung gekennzeichnet. In der Zeit zwischen 1955 und 1965 gab es die geburtenstärksten Jahrgänge in Deutschland. Des Weiteren schlug der Zuzug von Gastarbeitern für die Arbeit im Bergbau und im Kraftwerk der PREAG und der Nachzug ihrer Familien bei der Bevölkerungsentwicklung positiv zu Buche.
Auch der Bau des Volkswagenwerks Kassel in Baunatal trug zum Bevölkerungswachstum von Borken bei. So wuchs die Einwohnerzahl 1961 auf 4334 und 1970, dem letzten Jahr vor den Eingemeindungen, auf 5130.
| Bevölkerungsentwicklung in Borken von 1950 bis 2007 | Bevölkerungsentwicklung in Borken von 1950 bis 2007 | Bevölkerungsentwicklung in Borken von 1950 bis 2007 | Bevölkerungsentwicklung in Borken von 1950 bis 2007 | Bevölkerungsentwicklung in Borken von 1950 bis 2007 |
| --------------------------------------------------- | --------------------------------------------------- | --------------------------------------------------- | --------------------------------------------------- | --------------------------------------------------- |
|                                                     |                                                     |                                                     |                                                     | Anzahl                                              |
| 1950                                                | 1950                                                |                                                     | 3.760                                               | 3.760                                               |
| 1961                                                | 1961                                                |                                                     | 4.334                                               | 4.334                                               |
| 1970                                                | 1970                                                |                                                     | 5.130                                               | 5.130                                               |
| 1970                                                | 1970                                                |                                                     | 14.400                                              | 14.400                                              |
| 2009                                                | 2009                                                |                                                     | 12.914                                              | 12.914                                              |
|                                                     |                                                     |                                                     |                                                     |                                                     |

In der dritten Grafik ist ein massiver Bevölkerungsanstieg zwischen 1961 und 2007 durch die Eingemeindungen zu erkennen (siehe auch Stadtteile). Für die Eingemeindungsjahre liegen keine Zahlen vor, so dass das Jahr 1970 angegeben ist. Ein weiterer Zuwachs der Bevölkerung war seit den Eingemeindungen bis zum Jahr 2007 ausgeblieben. Nur die Kernstadt hatte in diesem Zeitraum einen minimalen (≈ 2,8 %) Bevölkerungszuwachs zu verzeichnen. Die Stadtteile verloren in diesem Zeitraum bis zu 44 % der Bevölkerung (Gombeth verlor zum Beispiel über 250 Bewohner (≈ 25 %) und Haarhausen ≈ 44 %).

### Religionen

#### Christentum

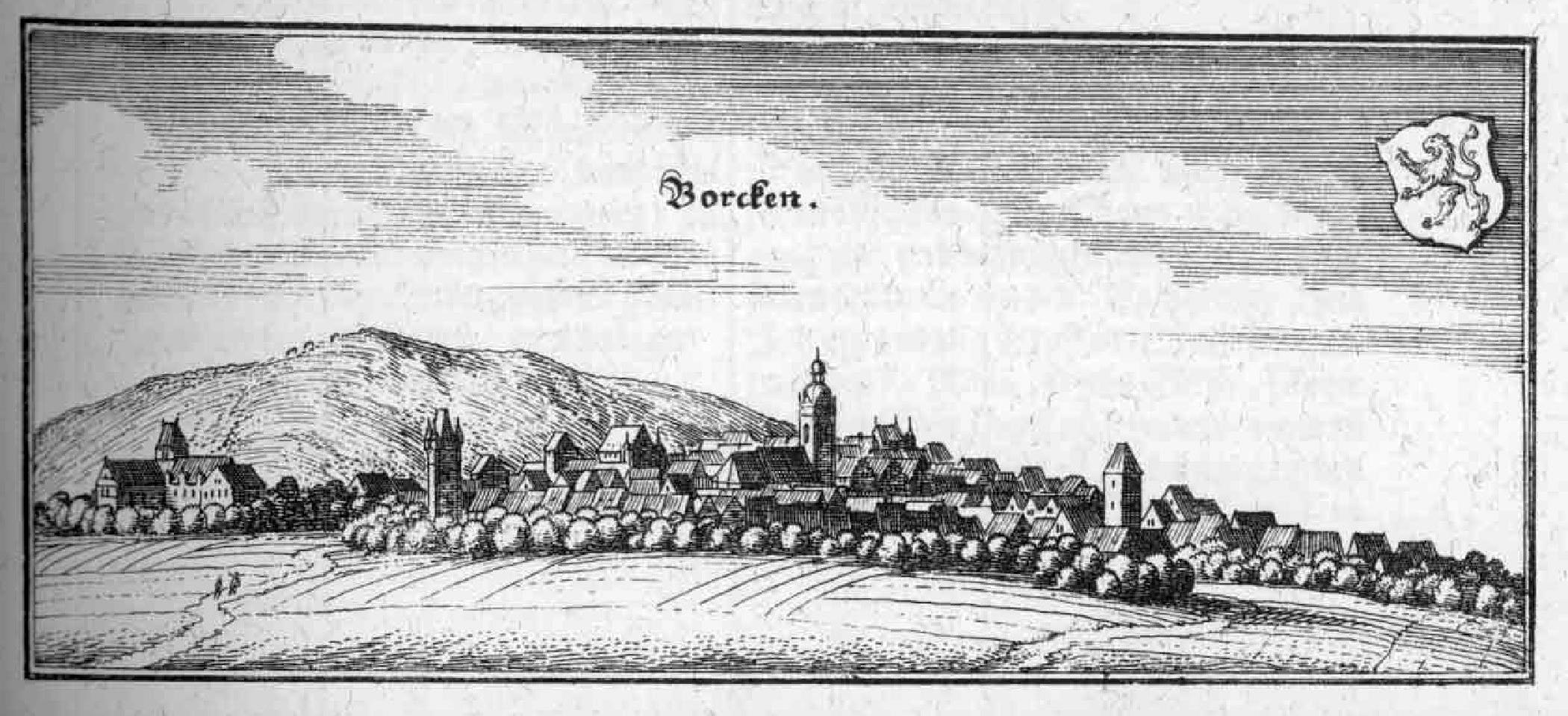
Auf dem Stich von Matthäus Merian in der Topographia Germaniae und dort in dem Band Topographia Hassiae et Regionum Vicinarum (1646) ist die evangelische Stadtkirche gut zu erkennen.

Der christliche Glaube wird seit dem 8. Jahrhundert in Borken praktiziert. Begleiter von Bonifatius sollen eine Holzkirche errichtet haben, die der Jungfrau Maria gewidmet war. Der erste urkundlich nachgewiesene Pfarrer war der Magister Heinrich Pleban zu Borken im Jahre 1231. Die Urkunde behandelte die Zehntauflassung und Schenkung an das Kloster Haina. Zu der Zeit soll es eine feste Kirche aus dem 12. Jahrhundert gegeben haben. Diese wurde im Hessischen Bruderkrieg 1469 zerstört und durch die Borkener Bürger wieder aufgebaut. 1841 wurde diese Kirche abgerissen und durch einen Neubau ersetzt, die jetzige evangelische Stadtkirche (siehe Abschnitt evangelische Stadtkirche). Im Jahre 1523 wurden die Borkener Christen im Zuge der Reformation evangelisch, drei Jahre vor der Homberger Synode, in deren Folge der Entschluss zur Einführung der Reformation im Fürstentum gefasst wurde.
Es dauerte über 300 Jahre bis zum Jahre 1861, bis wieder Katholiken in Borken ansässig wurden.

#### Judentum
Bereits im 14. und 15. Jahrhundert sollen vereinzelt Personen jüdischen Glaubens in Borken gelebt haben. Die erste urkundliche Erwähnung von Juden erfolgte 1596. 1777 lebten 7 Familien mit 28 Personen und eigenem Judenschulmeister im Ort. Die jüdische Gemeinde wuchs im Jahr 1854 auf 120 Personen in 25 Familien an. Ihre Berufe waren Schuster, Buchbinder, Metzger und Händler. 1861 umfasste die Gemeinde 164 Personen, 1895 waren es 204.
Die jüdische Gemeinde verfügte seit 1777 über eine eigene Schule, die 1823 in die Trägerschaft der Gemeinde Borken überging. Der Unterricht wurde in der heutigen Bahnhofstraße 84 und in der Hintergasse 1 in angemieteten Räumen durchgeführt. 1845 wurde die jüdische Schule als Elementarschule anerkannt. In den Jahren 1895/1896 wurde ein neues Schulgebäude in der Pferdetränke 12 erbaut. 1934 schlossen die Nationalsozialisten die jüdische Schule.
Als Synagoge wurde ab 1825 eine umgebaute Scheune genutzt, deren Baujahr nicht bekannt ist. In dem zweistöckigen Fachwerkbau hatten 66 Männer und 34 Frauen Platz. Die Synagoge wurde am Abend des 8. November 1938 in der Reichspogromnacht durch NSDAP-Mitglieder verwüstet. Die jüdische Gemeinde verkaufte danach unter dem Druck der damaligen Verhältnisse die Synagoge und das Schulhaus an die Stadt Borken. Das in den Kriegsjahren als Lagerhaus genutzte Synagogengebäude wurde nach dem Krieg an einen Privatbesitzer verkauft, der es 1954 abreißen ließ, um an der Stelle einen Stall zu bauen.
In der Nähe des Stadtzentrums von Borken liegt der jüdische Friedhof an der Ecke Jahnstraße/Teichgartenweg.
Von den 44 jüdischen Familien Borkens, die am 1. Januar 1933 Geschäfte beziehungsweise Güter in Borken hatten, war am Ende des Zweiten Weltkrieges nur von 6 Personen der Aufenthaltsort bekannt. Die jüdischen Bewohner, die „unbekannt verzogen“ sind, wurden in Konzentrationslagern ermordet. Dies geht aus Dienstanweisungen der Geheimen Staatspolizei hervor.
Am 30. September 1937 lebten in Borken noch 60 Personen jüdischen Glaubens. Am 25. August 1942 lebten in Borken nur noch drei Menschen jüdischen Glaubens. Diese wurden am 7. September 1942 nach Kassel gebracht und mit anderen Juden aus Nordhessen mit einem Sonderzug der Reichsbahn in das KZ Theresienstadt deportiert. Eine Liste mit jüdischen Opfern des Nationalsozialismus gibt es beim Bundesarchiv.
In der Gemarkung Borken gibt es zwei Flurnamen, die Judenhecke und den Judengarten im Südosten, die auf Bürger jüdischen Glaubens hinweisen.

### Borkener Braunkohlerevier

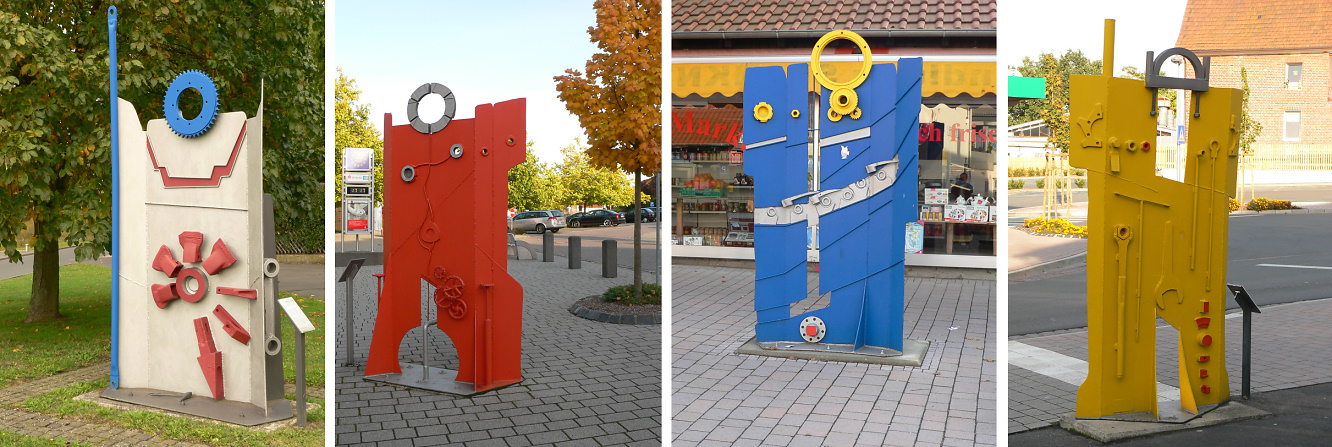
Skulpturen in Borken als Erinnerung an den Braunkohleabbau, symbolhafte Figuren für Berufsgruppen, wie Tagebaumaschinist, Kraftwerker, Kraftwerksschlosser

In der Region Borken wurde vom Ende des 19. Jahrhunderts bis zu den 1990er Jahren das bedeutendste hessische Braunkohlevorkommen abgebaut und im Großkraftwerk Main-Weser, gebaut und betrieben von der Preußischen Elektrizitäts AG, in elektrische Energie umgewandelt. Gefördert wurde die Braunkohle in 13 Tagebauen und in sechs Untertagebauen. Die Tagebaue erreichten eine Tiefe bis zu 150, die Untertagebaue bis zu 170 Meter.
Mit dem Ende der kostengünstigen Förderung der Kohlevorräte, dem Grubenunglück von Stolzenbach am 1. Juni 1988 und der Abschaltung des Kraftwerks Borken am 15. März 1991 endete diese historische Epoche, die Ökonomie, Landschaft und Menschen nachhaltig geprägt hatte. Seither befindet sich das ehemalige Braunkohlerevier in einem Umstrukturierungsprozess zu einem Dienstleistungszentrum.
Im 21. Jahrhundert verknüpfen das Borkener Seenland und das Hessische Braunkohle Bergbaumuseum die Landmarken und Hinterlassenschaften der Bergbau- und Kraftwerksära zu einer erlebnisorientierten Freizeit- und Museumslandschaft.

## Politik
Borken wird im Hessischen Landtag durch die Abgeordnete des Wahlkreises Schwalm-Eder II Christin Ziegler (CDU) vertreten. Im Deutschen Bundestag erfolgt die Vertretung durch den Abgeordneten des Bundestagswahlkreises Schwalm-Eder, Edgar Franke.

### Stadtverordnetenversammlung
Die Kommunalwahl am 14. März 2021 lieferte folgendes Ergebnis, in Vergleich gesetzt zu früheren Kommunalwahlen:
| Gemeindevertretung – Kommunalwahlen 2021                                                                                                 | Gemeindevertretung – Kommunalwahlen 2021                               |
| --- | ---------------------------------------------------------------------- |
| Stimmenanteil in %Wahlbeteiligung 55,7 % 6050403020100 46,0 (−8,9)35,1 (+1,2)15,7 (+4,5)2,3 (n. k.)0,9 (n. k.) FWGSPDCDUFDPLinke20162021 | SitzverteilungInsgesamt 37 Sitze - SPD: 13 - FWG: 17 - CDU: 6 - FDP: 1 |

| Parteien und Wählergemeinschaften | Parteien und Wählergemeinschaften           | % 2021 | Sitze 2021 | % 2016 | Sitze 2016 | % 2011 | Sitze 2011 | % 2006 | Sitze 2006 | % 2001 | Sitze 2001 |
| --------------------------------- | ------------------------------------------- | ------ | ---------- | ------ | ---------- | ------ | ---------- | ------ | ---------- | ------ | ---------- |
| FWG                               | Freie Wählergemeinschaft                    | 46,0   | 17         | 54,9   | 20         | 27,2   | 10         | 26,4   | 10         | 23,3   | 9          |
| SPD                               | Sozialdemokratische Partei Deutschlands     | 35,1   | 13         | 33,9   | 13         | 51,2   | 19         | 52,2   | 19         | 54,3   | 20         |
| CDU                               | Christlich Demokratische Union Deutschlands | 15,7   | 6          | 11,2   | 4          | 18,2   | 7          | 21,4   | 8          | 22,4   | 8          |
| FDP                               | Freie Demokratische Partei                  | 2,3    | 1          | –      | –          | –      | –          | –      | –          | –      | –          |
| Linke                             | Die Linke                                   | 0,9    | 0          | –      | –          | 3,4    | 1          | –      | –          | –      | –          |
| Gesamt                            | Gesamt                                      | 100,0  | 37         | 100,0  | 37         | 100,0  | 37         | 100,0  | 37         | 100,0  | 37         |
| Wahlbeteiligung in %              | Wahlbeteiligung in %                        | 55,7   | 55,7       | 58,6   | 58,6       | 58,6   | 58,6       | 55,6   | 55,6       | 66,0   | 66,0       |

Die Größe der Stadtverordnetenversammlung ist in § 38 der Hessischen Gemeindeordnung geregelt und richtet sich nach der Einwohnerzahl. Als Stadt mit über 10.000 Einwohnern sind in Borken 37 Stadtverordnete zu wählen.

### Bürgermeister
Nach der hessischen Kommunalverfassung wird der Bürgermeister für eine sechsjährige Amtszeit gewählt, seit dem Jahr 1993 in einer Direktwahl, und ist Vorsitzender des Magistrats, dem in der Stadt Borken (Hessen) neben dem Bürgermeister ehrenamtlich ein Erster Stadtrat und sieben weitere Stadträte angehören. Bürgermeister ist seit dem 1. Januar 2016 Marcèl Pritsch Sein Amtsvorgänger Bernd Heßler (SPD) wollte aus der fünften Amtszeit aus Altersgründen im 66. Lebensjahr zum Jahresende 2015 vorzeitig ausscheiden und die Wahl des neuen Bürgermeisters musste vorgezogen werden. Marcèl Pritsch erhielt am 6. September 2015 im ersten Wahlgang bei 60,1 Prozent Wahlbeteiligung 68,6 Prozent der Stimmen. Es folgte eine Wiederwahl im September 2021.
Amtszeiten der Bürgermeister
- 2016–2027 Marcèl Pritsch[46]
- 1987–2015 Bernd Heßler (SPD)[47]
- 1971–1987 Heinz Kniest (SPD)
- 1961–1971 Konrad Vogel (SPD)
- 1945–1961 Heinrich Albrecht (Am 26. April von der US-Militäradministration eingesetzt; von den Stadtverordneten später im Amt bestätigt)

Eine separate Liste der Bürgermeister von Borken (Hessen) reicht zurück bis in das Jahr 1491.

### Ortsbeiräte
Für alle durch die Hessische Gebietsreform eingegliederten Stadtteile besteht je ein Ortsbezirk  nach Maßgabe der §§ 81 und 82 HGO und des Kommunalwahlgesetzes in der jeweils gültigen Fassung.
Die Anzahl der Ortsbeiräte richtet sich nach der gesetzlichen Zahl der Gemeindevertreter des jeweiligen Stadtteils zum Zeitpunkt der Eingliederung. Maximal Anzahl von Sitzen im Ortsbeirat beträgt neuen.
Der Ortsbeirat des Ortsbezirks wird im Rahmen der Kommunalwahlen gewählt und bestimmt aus seiner Mitte den/die Ortsvorsteher/in. Die Ortsbezirksgrenzen entsprechen den Gemarkungen der eingegliederten ehemaligen Gemeinden.

### Wappen und Flagge
Wappen
| Wappen der Stadt Borken | Blasonierung: „In Silber ein golden bewehrter roter Löwe, der mit einem sechsstrahligen silbernen Stern auf der Schulter belegt ist.“ |
| Wappen der Stadt Borken | |

Seit dem Jahre 1254 gibt es Siegel und Wappen mit direktem Bezug zu Borken. Das erste Siegel stammt von Volpert von Borken mit der umlaufenden Inschrift: „+SIGILE VOLPTI DE BURKEN+“.
Erst 1431 erscheint ein Stadtsiegel mit dem hessischen Löwen, der rot in weißem Felde stand. Dieses weiße Feld wurde gern durch Silber verschönt. Mit der Zeit oxidierte das Silber bläulich, so dass in der Darstellung des Borkener Wappens im Siebmachers Wappenbuch von 1605 der hessische Löwe auf blauen Grund zu sehen ist.
Eine Änderung erfuhr das Wappen um das Jahr 1681. Aus dem einfarbig roten Löwen wurde ein rot-weiß gestreifter Löwe auf blauen Grund. Dieses Wappen wurde von der Stadt Borken bis 1950 geführt. Mitte des Jahres 1950 erfolgte eine Veränderung des Wappens, da das Land Hessen Anspruch auf dieses Wappen erhob. Im Februar 1951 wurde der Stadt Borken durch das Hessische Staatsministerium das Recht zur Änderung des bisherigen Wappens und der Flagge verliehen. Daraufhin wurde ein roter Löwe auf weißen Grund mit einem silbernen sechszackigen Stern (Wappenbild derer von Ziegenhain und als Unterscheidung zu dem Wappen von zum Beispiel der Stadt Braunschweig) auf der Schulter als neues Wappen eingeführt.

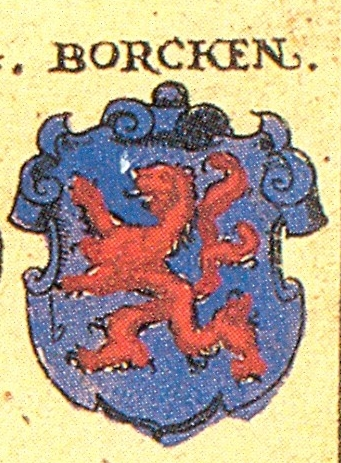
Wappen der Stadt Borken (Hessen) in Siebmachers Wappenbuch von 1605
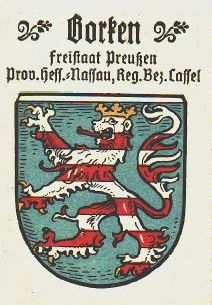
Wappen der Stadt Borken (Hessen) bis 1950

 Flagge 

Die Flagge wurde gemeinsam mit dem Wappen am 26. Februar 1951 genehmigt und wird wie folgt beschrieben:
Flaggenbeschreibung: Die Flagge zeigt auf der weißen Flaggenbahn, die auf beiden Seiten je einen roten Streifen hat, das Wappenbild der Stadt. (Nichtamtliche Beschreibung)

### Städtepartnerschaften
Seit den frühen 1960er Jahren pflegen die Stadt Borken und ihre Stadtteile Partnerschaften zu Orten in europäischen Ländern:
Seit 1964 unterhält die Stadt Borken mit der französischen Gemeinde Méru (Chef-lieu des Kantons Méru im Arrondissement Beauvais im Département Oise zugehörig zur Region Hauts-de-France) eine Städtepartnerschaft. Für diese Partnerschaft haben beide Orte 1978 von der Deutsch-Französischen Kulturstiftung eine Urkunde für die beispielhafte Gestaltung der Partnerschaft erhalten. 1999 erhielten beide Orte das Europadiplom vom europäischen Parlament. Zudem erhielt die Stadt Borken vom Institut für europäische Partnerschaften und internationale Zusammenarbeit die Europamedaille.
Im Jahr 1966 schlossen der ehemals selbstständige Stadtteil Kleinenglis mit dem Hauptort Saint-Charles der französischen Gemeinde Haucourt-Moulaine im Kanton Herserange (Arrondissement Briey im Département Meurthe-et-Moselle in der Region Grand Est) eine deutsch-französische Partnerschaft.
Seit 1969 unterhält der ehemals selbstständige Stadtteil Großenenglis eine Partnerschaft mit der französischen Gemeinde Noailles im Arrondissement Beauvais (zugehörig zum Département Oise in der Region Hauts-de-France).
1989 schloss die Stadt Borken mit der österreichischen Gemeinde Hüttschlag im Bezirk St. Johann im Pongau im Salzburger Land eine deutsch-österreichische Partnerschaft.
Im Zuge der deutschen Wiedervereinigung beschloss das Stadtparlament mit einer ostdeutschen Gemeinde eine Partnerschaft einzugehen. Am 10. Februar 1991 wurde im Rahmen eines Treffens die deutsch-deutsche Partnerschaft mit der Stadt Teuchern im Burgenlandkreis (Sachsen-Anhalt) geschlossen.
Die jüngste Städtepartnerschaft der Stadt Borken wurde 2001 mit der polnischen Gemeinde Izabelin in der Nähe von Warschau beschlossen. Die Gemeinde Méru hat 2009 beschlossen sich dieser Städtepartnerschaft im Jahr 2010 anzuschließen.

### Patenschaften
- SOS-Kinderdorf Kőszeg in Ungarn – seit 2001[66]
- Stabsstaffel des Kampfhubschrauberregiments 36 „Kurhessen“ in Fritzlar – seit 2008

## Kultur und Sehenswürdigkeiten

### Museen

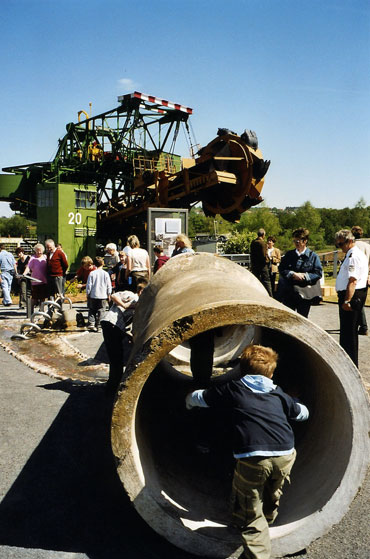
Exponate und Besucher im Themenpark „Kohle & Energie“

Das 1992 gegründete Hessische Braunkohle Bergbaumuseum präsentiert unter dem Leitmotiv „Industriekultur entdecken – Landschaftswandel erfahren“ zahlreiche Ausstellungsstücke aus dem Bergbau und der Energieerzeugung, die den Besuchern in Demonstrationen vorgeführt werden. Dabei stehen die unter- und die übertägige Gewinnung des Rohstoffs Braunkohle, seine Nutzung und der Umgang mit der Bergbaufolgelandschaft im Mittelpunkt.
Die Besucher können zwischen vier Museumsbereichen auswählen:
- In dem 3,5 Hektar großen, erlebnisorientierten Themenpark „Kohle & Energie“ veranschaulichen rasselnde Bagger, dröhnende Turbinen und rauchende Kraftwerkskessel die tagebauliche Kohlegewinnung und ihre energetische Nutzung.
- Ein rekonstruierter Stollen zeigt die unterirdische Arbeits- und Alltagswelt der Bergleute und den Wandel der Abbauverfahren mittels Originalgeräten.
- Eine Dauerausstellung präsentiert die 400-jährige Geschichte des hessischen Braunkohlebergbaues.
- Im Naturschutzinformationszentrum Borkener See wird erläutert, wie aus ehemaligen Tagebauen neue Landschaften und Seen entstehen.

Das Besucherbergwerk und die Ausstellung zur Bergbaugeschichte sind in dem ältesten Gebäude der Stadt Borken Am Amtsgericht, erbaut 1473, in der Altstadt untergebracht. Der Themenpark Kohle & Energie und das unmittelbar angegliederte Naturschutzinformationszentrum Borkener See befinden sich Am Freilichtmuseum vor den Toren der Stadt.

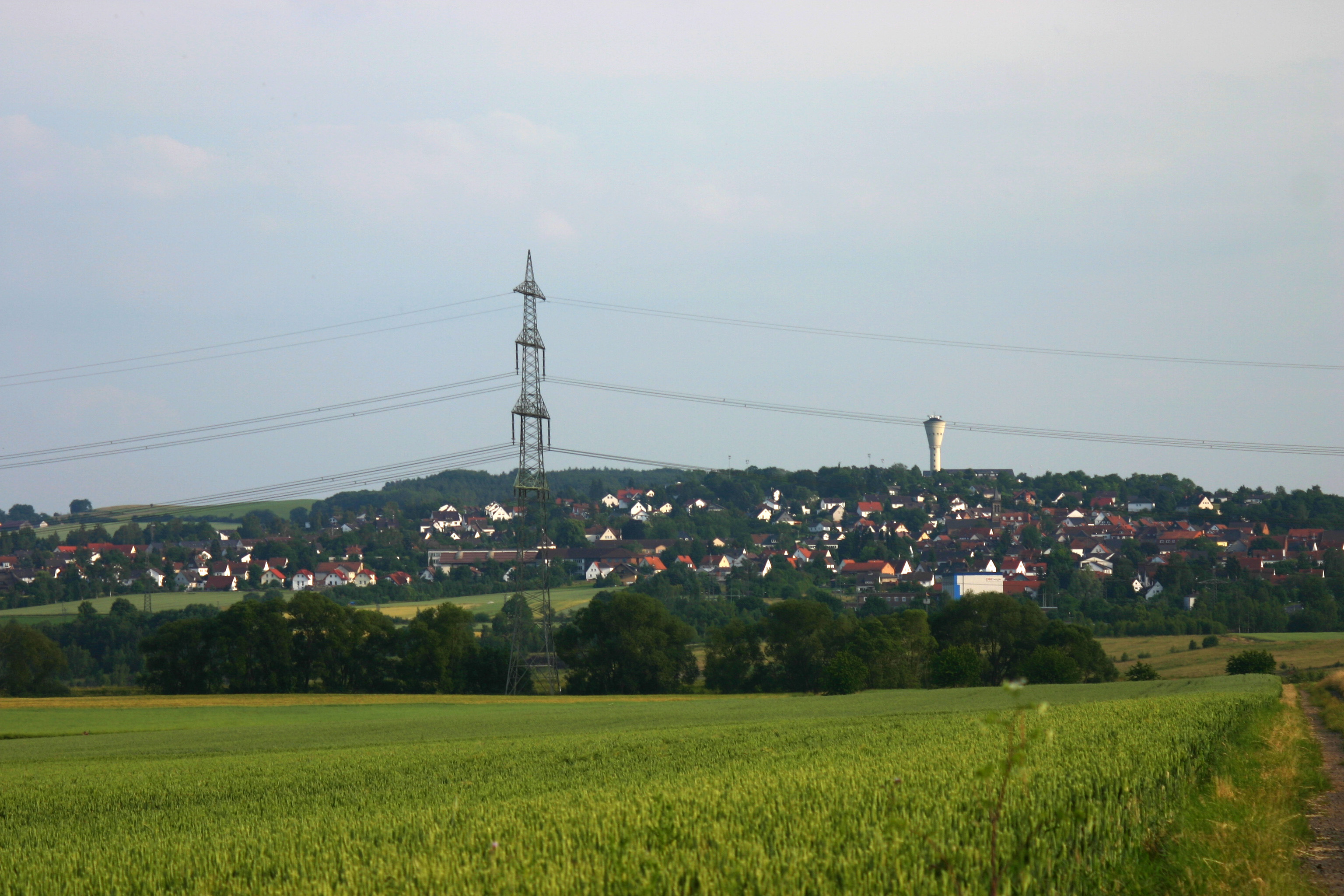
Blick über das Stadtgebiet

### Bauwerke

#### Historisches Rathaus
Das historische Rathaus wurde 1611 in Fachwerkbauweise errichtet. Im Jahr 1777 wurde das Gebäude von der Stadt Borken erworben und als Rathaus bis 1920 genutzt. Zudem war von 1859, dem Gründungsjahr, die Stadtsparkasse Borken in dem Gebäude ansässig. Nach dem Verkauf 1920 wurde das Gebäude als Metzgerei, Gaststätte und Wohnhaus genutzt. 1993 kaufte die Stadt Borken das Gebäude zurück und sanierte es bis zur „Neueröffnung“ im Jahr 2009.

#### Evangelische Stadtkirche

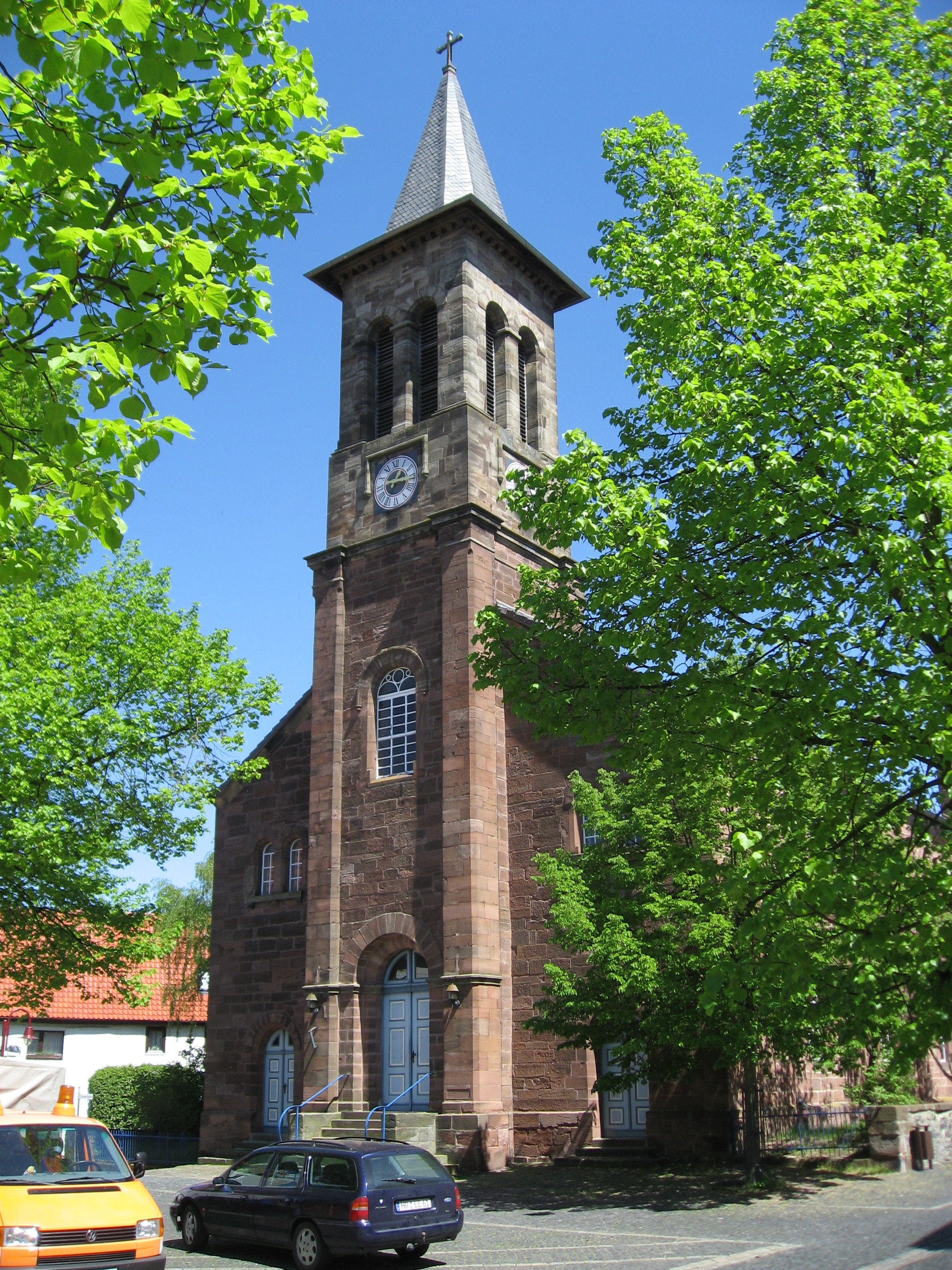
Evangelische Stadtkirche Borken

An der Stelle der heutigen evangelischen Stadtkirche befand sich seit dem Beginn des 12. Jahrhunderts eine Kirche. Diese wurde im hessischen Bruderkrieg teilweise zerstört und im Jahr 1469 neu aufgebaut. Auch der Dreißigjährige Krieg (1618–1648) zwang zu Reparaturen an dem Kirchengebäude. Seit (nachweislich) 1676 gibt es eine Orgel in der evangelischen Stadtkirche. Sie musste schon 1699 restauriert werden. Gewölbeeinbrüche in den Jahren 1760 und 1767 verursachten wiederholt große Schäden an der Orgel. Der Kirchturm wurde in den Jahren 1684 bis 1686 neu erbaut und musste schon 1788 repariert werden.
Nachdem 1812 durch einen herabfallenden Stein ein Jugendlicher tödlich verletzt worden war, beschäftigte sich die Kirchengemeinde, auch in Hinblick auf die häufigen Reparaturen, mit dem Gedanken eines Neubaus. 1841 wurde schließlich der Beschluss gefasst und 1843 der Grundstein für den Neubau gelegt. Am 23. November 1845 wurde die Kirche feierlich eingeweiht und ihrer Bestimmung übergeben.
2010 wurde, im Rahmen der Sanierung des Dachstuhls, das Giebelkreuz abgebaut und neu vergoldet und am 30. Oktober 2010 im Rahmen einer feierlichen Zeremonie an seinen angestammten Platz angebracht.

#### Großkraftwerk Main-Weser

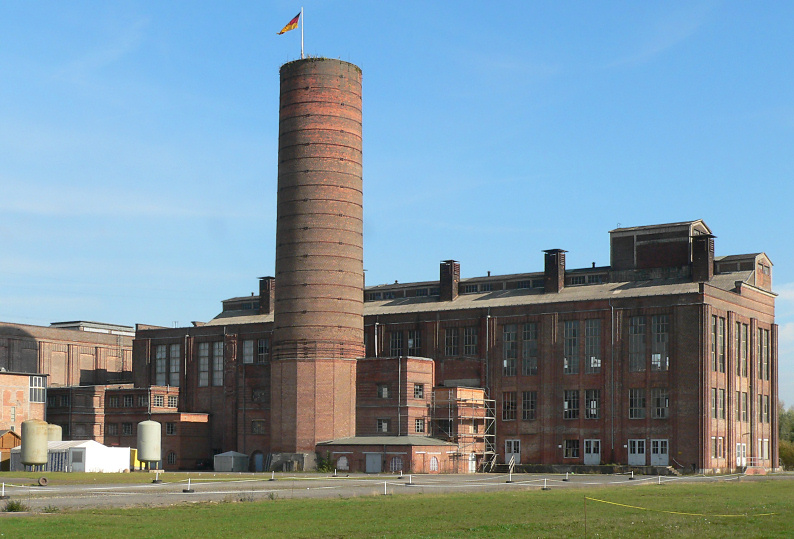
Hauptgebäude des stillgelegten Kraftwerkes

Das Großkraftwerk Main-Weser wurde 1922/23 nach Plänen der Industriearchitekten Werner Issel und Walter Klingenberg von der Gewerkschaft Großkraftwerk Main-Weser AG erbaut. 1927 fusionierten die Preußische Kraftwerk Oberweser AG, die Großkraftwerk Hannover AG und die Gewerkschaft Großkraftwerk Main-Weser AG zur Preußischen Elektrizitäts AG, die das Kraftwerk bis zur Stilllegung am 15. März 1991 betrieb.
Seit dem Bau in den Jahren 1922/23 wurde das Kraftwerk immer wieder erweitert, so dass die Stromerzeugung bis 1964 von zehn Megawatt (MW) im Jahr 1923 auf 356 MW stieg. Diese Leistung konnte bis Anfang der 1980er Jahre gehalten werden. Dann wurde die Kraftwerksleistung bis auf 60 Megawatt im Jahre 1991 reduziert. Der Grund dafür war die zurückgehende Förderung der Braunkohle in den Gruben des Borkener Braunkohlereviers.
Die Erweiterungsbauten wurden nach der Stilllegung des Kraftwerks abgerissen und das Abbruchmaterial zur Verfüllung eines Teils der Grube Gombeth verwendet. Die in den 1920er Jahren errichteten Gebäude des Kraftwerks Borken stehen unter Denkmalschutz.
Ein privater Investor erwarb die noch bestehenden Gebäude und veranstaltet dort regelmäßig Flohmärkte.

#### Wasserturm

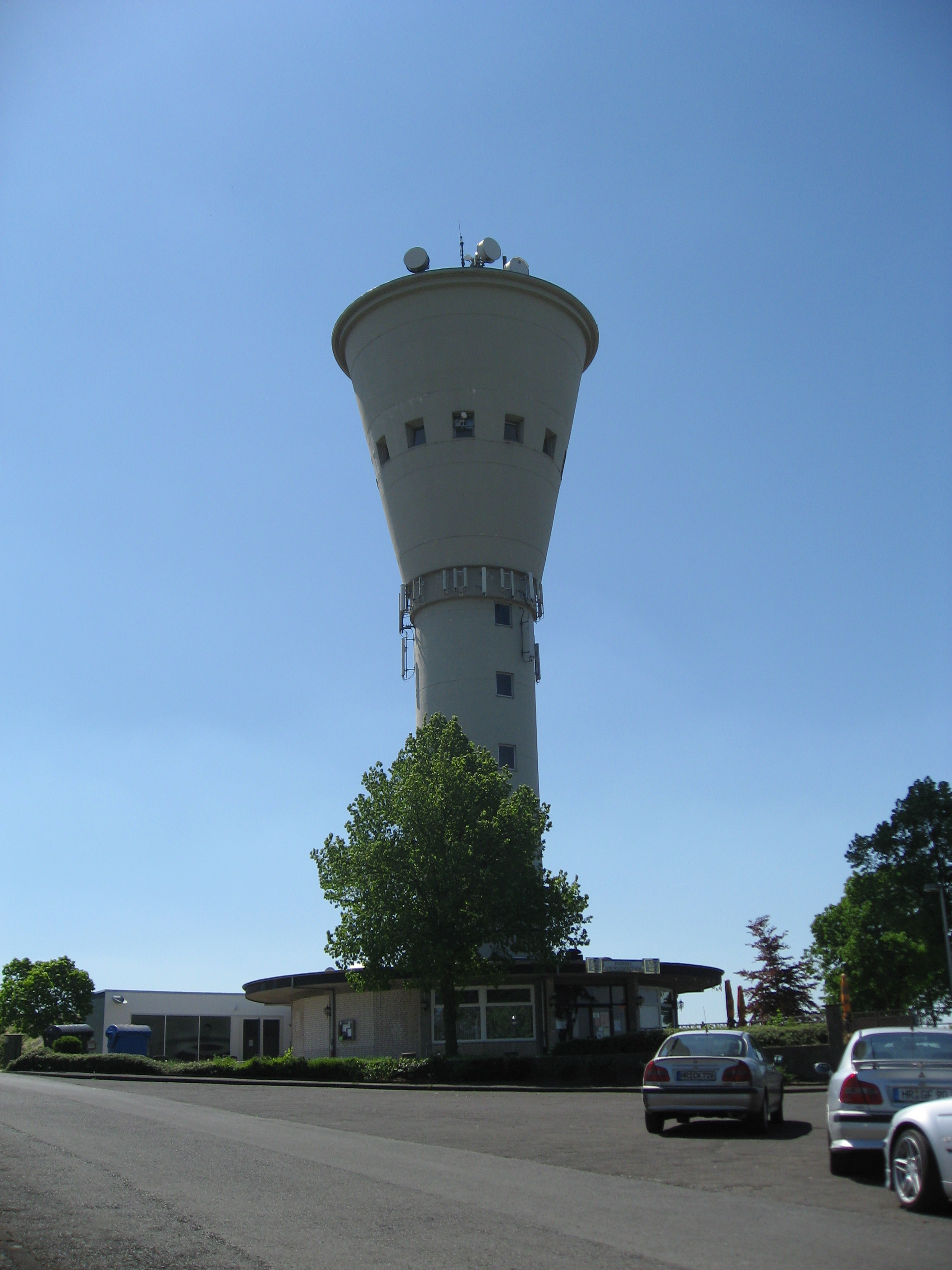
Das Wahrzeichen von Borken: Der Wasserturm

Die Stadtansicht Borkens ist durch das weithin sichtbare Wahrzeichen, den Wasserturm, geprägt. Errichtet ist er auf dem Blumenhain in direkter Nachbarschaft zum Sportstadtion. Sein Erdgeschoss liegt auf einer Höhe von 264 m, die Turmspitze auf 309,5 m. Somit erreicht er eine Gebäudehöhe von 45,50 m (einschließlich Gründung 50,95 m).
Gebaut wurde er vom August 1969 bis Mai 1971. 2700 Kubikmeter (m³), meist Basaltfels, mussten ausgehoben werden um den Wasserturm zu verankern. Für den Bau wurden 1223 m³ Beton und 126 Tonnen (t) Stahl verwendet. Die Kosten beliefen sich auf rund 1,2 Millionen Deutsche Mark. Seine Oberfläche besteht aus Sichtbeton mit einem beigefarbigen Schutzanstrich.
Der Turmschacht hat einen Durchmesser von sechs und eine Höhe von 32,25 Metern in acht Stockwerken. An der Außenwand des Turmes führt eine Treppe hinauf. Sie umschließt einen viereckigen Rohrschacht. Darüber befindet sich auf 4,10 m Höhe ein Aussichtsumgang mit einer Länge von 25 Metern. Er bietet eine gute Weitsicht über das Stadtgebiet und die Nachbargemeinden. Über dem Aussichtsumgang befindet sich der eigentliche Wasserbehälter, der 330 m³ Wasser fasst (85 m³ Löschwasser und 245 m³ Brauchwasser).

### Denkmäler

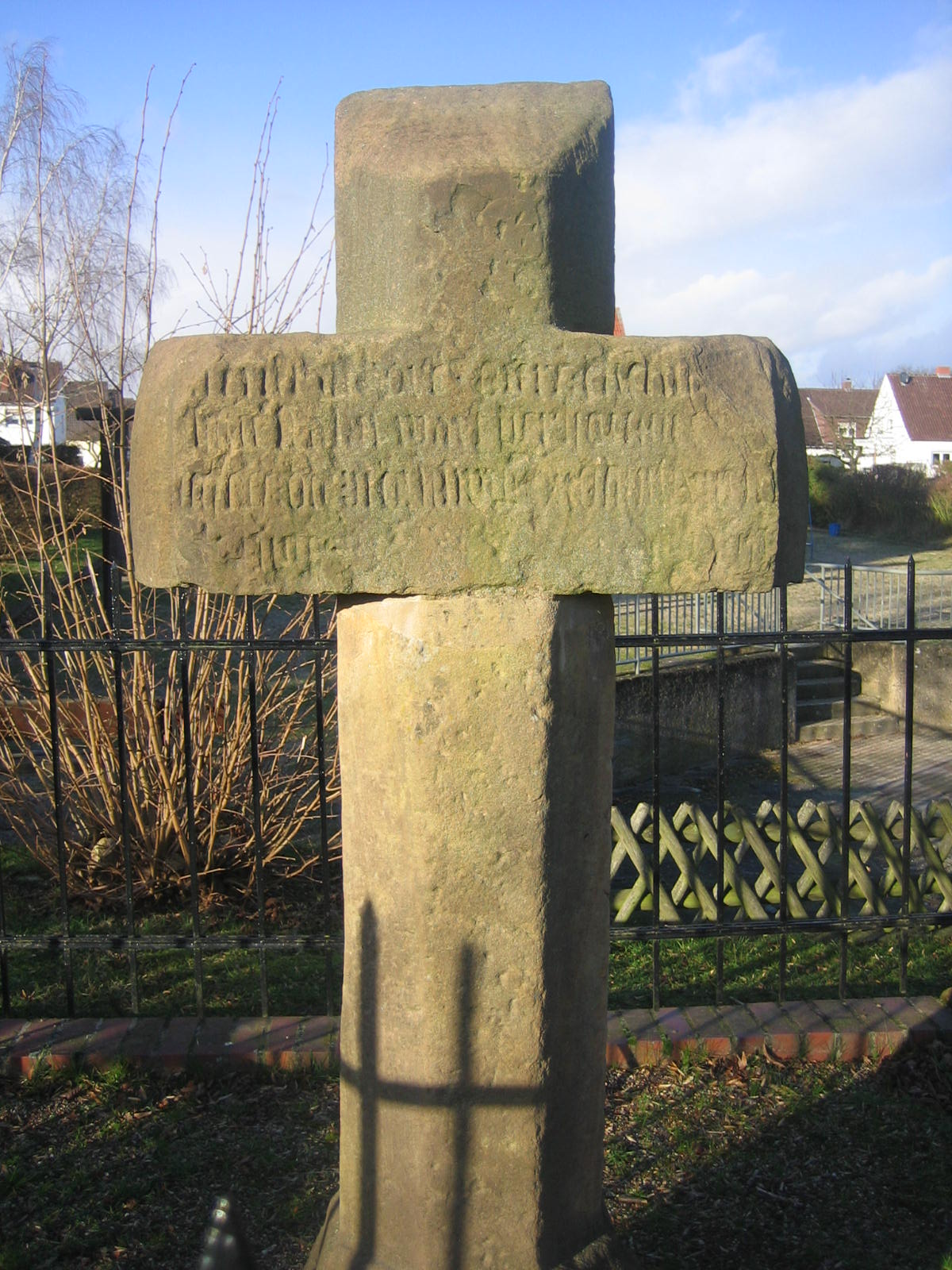
Kaiserkreuz in Kleinenglis

Ein Zeugnis von besonderer historischer Bedeutung im Deutschen Reich des 15. Jahrhunderts ist das Kaiserkreuz im Stadtteil Kleinenglis. Das von einem unbekannten Bildhauer gestaltete gotische Denkmal erinnert an die Ermordung des Herzogs Friedrich von Braunschweig und Lüneburg durch Heinrich VII. von Waldeck, Friedrich III. von Hertingshausen, Werner von Hanstein und Konrad (Kunzmann) von Falkenberg am 5. Juni 1400.
Wilhelm Dilich schrieb dazu in seiner Hessischen Chronica von 1605:

„Alß auch in mittels der undüchtige Keiser Wenceslaus
vonn Churfürsten des Reichs entsetzet
vnd Friedrich H. Magni mit der ketten söhn Hertzog
zu Braunschwig an seine statt zum Keiser erwehlet
solches aber dem Bischoff zu Meintz einem gebornen  von Nassau zuwider
hat er durch den Grafen von Waldeck/vnd etliche Hessische vom Adel
darunder auch die von Falckenberg vnd Hertingshausen
auff den newerwehlten Keyser halten
vnd bey Engeliß erschlagen lassen: vnd stehet noch an dem ort
da die that vollnbracht
ein hohes steinern creutz.“

Eine andere Deutung geht darauf zurück, dass Heinrich von Waldeck dem Herzog von Braunschweig und Lüneburg 100.000 Mark Silber schuldete und er versuchte, den Herzog gefangen zu nehmen.

### Borkener Seenland
Der Naturbadesee Naturbadesee Stockelache, der Singliser Surfsee, der entstehende Gombether See und das Naturschutzgebiet Borkener See in der Bergbaufolgelandschaft werden touristisch genutzt. Das Angebot reicht von Baden, Schwimmen, Tauchen über Beach-Volleyball und Surfen bis zur Naherholung, zum Wandern und zur Naturbeobachtung.

### Regelmäßige Veranstaltungen
Die Stadt Borken bietet eine Vielzahl an regelmäßigen Veranstaltungen an.

#### Borkener Frühlingserwachen
Fünf attraktive Veranstaltungen im Stadtgebiet Borken (Hessen) laden am Sonntag vor Ostern zum Frühlingsausflug ein.
In der Innenstadt findet die Frühjahrsmesse Schwalm-Eder-West, die Sparkassen Immobilien- und Handwerkertage, der kunsthandwerkliche Ostermarkt und ein verkaufsoffener Sonntag statt.
Der Themenpark Kohle & Energie des Hessischen Braunkohle Bergbaumuseums stimmt sich mit einem bunten Familien- und Frühlingsfest und einer Menge Kinderattraktionen bei der Ostereier-WM auf die neue Museumssaison ein.
Zum Borkener Stadtparkfest
trifft man sich am zweiten Septemberwochenende im Borkener Stadtpark.
Nach einem erfolgreichen Konzeptwechsel sind Seniorennachmittag, Lampionumzug, Open-Air Kino, altbewährter Straßen- und Flohmarkt, Kinder- und Familiennachmittag, Stadtpark-Gaudi, Festgottesdienst, Platzkonzerte sowie ein verkaufsoffener Sonntag der Borkener Geschäftsleute feste Programmpunkte des Stadtparkfestes.

#### Nordhessischer Wecke- und Wurstmarkt
Beim Nordhessischen Wecke- un Worschtmarkt am letzten Sonntag im September präsentieren sich Metzger, Bäcker und Direktvermarkter mit ihren Wurst- und Brotprodukten. Die Ahle Worscht hat dabei als regionale Spezialität eine herausragende Stellung. Das Markttreiben wird durch ein reichhaltiges Wein-, Bier- und Gewürzangebot abgerundet.
Die Borkener Halloween Nacht
findet am letzten Freitag im Oktober statt. Die Innenstadt verwandelt sich in eine fantasievolle Halloween-Kulisse, in der Spukgestalten, Hexen und Magier ihr Unwesen treiben. Musikalische Beiträge, Aktionen und Kleinkunst gehören zum Programm. Im Themenpark Kohle & Energie des Hessischen Braunkohle Bergbaumuseums klingt die Museumssaison mit einer Kürbis- und Gespensterolympiade, Kleinkunst und einem abwechslungsreichen Herbst- und Halloweenfest aus. Illuminierte Industriekultur: Die Großgeräte des Themenparks werden kunstvoll in Szene gesetzt.

#### Weihnachtsmarkt
Die letzte regelmäßige Veranstaltung im Jahr ist der Borkener Weihnachtsmarkt am dritten Advent (Freitag bis Sonntag) auf dem Marktplatz vor dem historischen Rathaus.

## Wirtschaft und Infrastruktur

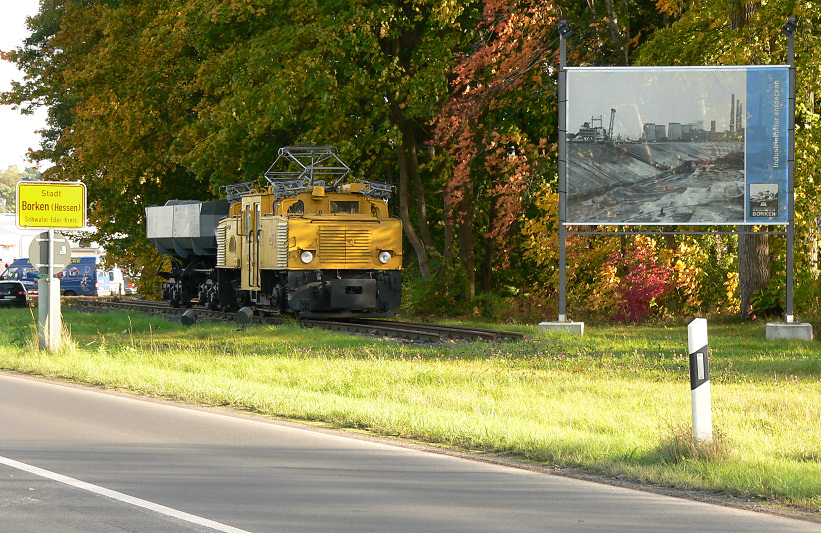
Ortseingangsschild mit Lok aus dem Borkener Braunkohlerevier

Borken ist überwiegend durch kleine und mittelständische Betriebe geprägt. Der Schwerpunkte ist hierbei die Landwirtschaft, der Handel, das Dienstleistungsgewerbe, das Recycling und Banken. Ansässige Banken sind die Stadtsparkasse Borken (gegründet am 15. März 1859) und die Raiffeisenbank Borken Nordhessen eG (gegründet am 7. Dezember 1895). Zudem sind große Logistikunternehmen in Borken ansässig, die die Logistik für Automobilzulieferer übernehmen. Daneben wird die Stromverteilung der E.ON Mitte von Borken gesteuert.

### Verkehr
Den öffentlichen Personennahverkehr in Borken organisiert der Nordhessische Verkehrsverbund (NVV).

#### Straße
Das Straßennetz von Borken besteht zu großen Teilen aus Landesstraßen (L3148, L3150, L3223 und L3384) und Kreisstraßen. Die überregionale Anbindung ist durch die Bundesstraße 3 (B 3) und die Bundesautobahn 49 (A 49) gegeben. Die Bundesstraße 3 führt von der Anschlussstelle Borken der A 49 über Kerstenhausen südwestlich weiter in Richtung Marburg. In der Region wird umgangssprachlich auch die Strecke von der Anschlussstelle Borken der A 49 in Richtung Gudensberg (zwischen Kleinenglis und Großenenglis über die Kalbsburg) noch als B 3 (alte B 3) bezeichnet.
Das Stadtgebiet und die Nachbargemeinden werden durch Buslinien verbunden.

#### Schiene
Borken und der Stadtteil Singlis haben je eigene Stationen an der Main-Weser-Bahn. Sie werden durch die Regionalexpresslinien RE30 und RE98 sowie die Regionalbahnlinie RB38 bedient.
Der Borkener Bahnhof ist nicht barrierefrei ausgebaut. Der zentrale Teil des Empfangsgebäudes des Bahnhofs Borken stammt von 1849 und von Julius Eugen Ruhl, die eingeschossigen Anbauten entstanden erst 1870.

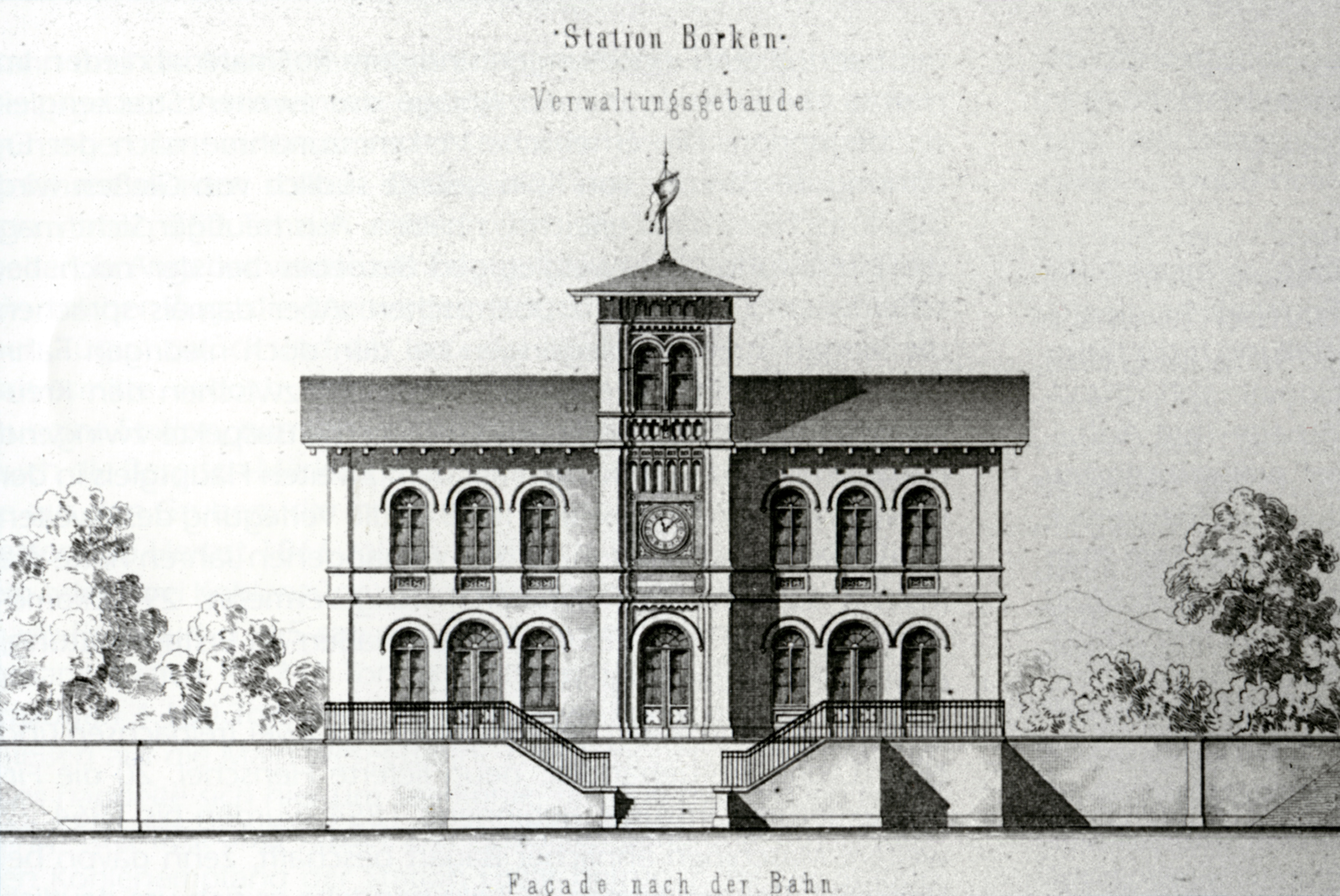
Empfangsgebäude des Bahnhofs Borken von Julius Eugen Ruhl
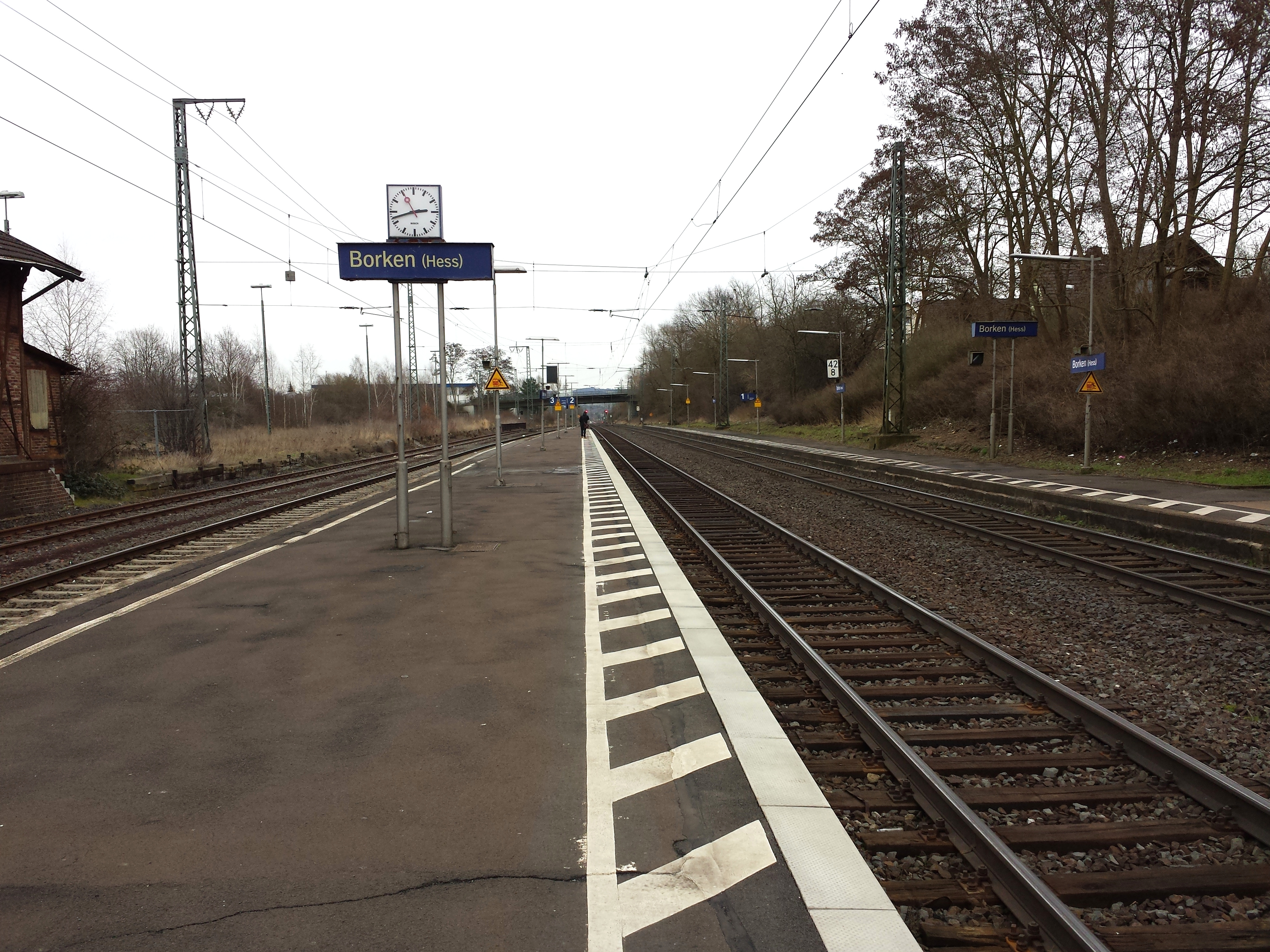
Der Bahnhof Borken (Hessen) an der Main-Weser-Bahn

| Linie | Verlauf | Takt                     | Betreiber        |
| ----- | --- | ------------------------ | ---------------- |
| RE30  | Main-Weser-Bahn: Frankfurt (Main) Hbf – (Frankfurt (Main) West –)* Friedberg (Hess) – (Bad Nauheim – Ostheim (b Butzbach) – Butzbach – Kirch Göns – Lang Göns – Großen Linden –)* Gießen – (Lollar – Friedelhausen – Fronhausen (Lahn) – Niederwalgern – Marburg Süd –)* Marburg (Lahn) – Kirchhain (Bz Kassel) – Stadtallendorf – Neustadt (Kr Marburg) – Treysa – Borken (Hess) – Wabern (Bz Kassel) – Kassel-Wilhelmshöhe – Kassel Hbf * nur einzelne Züge Stand: Fahrplanwechsel Dezember 2021                                                                                     | 120 min                  | DB Regio Mitte   |
| RE98  | Main-Sieg-Express: Kassel Hbf – Kassel-Wilhelmshöhe – Baunatal-Guntershausen – Edermünde-Grifte – Felsberg-Wolfershausen – Felsberg-Altenbrunslar – Felsberg-Gensungen – Wabern (Bz Kassel) – Singlis – Borken (Hess) – Zimmersrode – Schlierbach (Kr Schwalm-Eder) – Treysa – Schwalmstadt-Wiera – Neustadt (Kr Marburg) – Stadtallendorf – Kirchhain (Bz Kassel) – Marburg (Lahn) – Gießen – Friedberg (Hess) – Frankfurt (Main) West (einzelne Züge im Berufsverkehr) – Frankfurt (Main) Hbf Gießen – Frankfurt vereinigt mit RE 99 von Siegen Stand: Fahrplanwechsel Dezember 2021 | 120 min                  | HLB Hessenbahn   |
| RB38  | Kassel Hbf – Kassel-Wilhelmshöhe – Kassel-Oberzwehren – Baunatal-Rengershausen – Baunatal-Guntershausen – Edermünde-Grifte – Felsberg-Wolfershausen – Felsberg-Altenbrunslar – Felsberg-Gensungen – Wabern (Bz Kassel) – Singlis – Borken (Hess) – Zimmersrode – Schlierbach (Kr Schwalm-Eder) – Treysa Stand: Fahrplanwechsel Dezember 2021 | einzelne Fahrten zur HVZ | DB Kurhessenbahn |

### Bildung
In Borken sind zwei Grundschulen und eine integrierte Gesamtschule mit Förderschulzweig ansässig.
Die früher selbständige Förderschule Teichgartenschule ist seit dem Schuljahr 2005/2006 ein Förderschulzweig der Gustav-Heinemann-Schule Außenstelle Teichgartenweg. Durch diese Bezeichnung wird an die ehemalige Namensgebung erinnert.
Die Mittelpunktschule Schwalmblick Kleinenglis ist als Grundschule für die Stadtteile Kleinenglis, Arnsbach, Großenenglis und Kerstenhausen zuständig. Für Borken, Freudenthal, Gombeth, Lendorf, Nassenerfurth, Pfaffenhausen, Singlis, Stolzenbach und Trockenerfurth ist die Grundschule Schule am Tor in Borken zuständig.
Die beiden Grundschulen gehören dem Schulverbund Schwalm-Eder-Kreis/Nord an. Dazu gehören auch die Altenburgschule in Bad Zwesten und die Grundschule Neuental-Zimmersrode in Neuental-Zimmersrode.
Die Gustav-Heinemann-Schule – Offene Schule Borken ist eine integrierte Gesamtschule. Sie hatte 2008 35 Klassen mit 845 Schülern und 50 Lehrern. Träger der Schule ist der Schwalm-Eder-Kreis. Sie bietet eine pädagogische Mittagsbetreuung an.
Für Schüler aus Borken gibt es staatliche Gymnasien in Homberg (Theodor-Heuss-Schule) und Fritzlar (König-Heinrich-Schule). In Bad Zwesten-Oberurff ist die private CJD Jugenddorf-Christophorusschule Oberurff mit Realschule und Gymnasium ansässig und in Fritzlar die private Gesamtschule Ursulinenschule Fritzlar.

## Persönlichkeiten

### Ehrenbürgermeister
Bernd Heßler – Ernennung zum Ehrenbürgermeister am 18. Dezember 2015. Der studierte Betriebswirt kam aus der Wirtschaft und war in der Jahrtausendwende der bisher dienstälteste Bürgermeister der Stadt Borken (Hessen) vom 1. Oktober 1987 bis 31. Dezember 2015. Unter seiner Führung vollzog sich nach dem Grubenunglück 1988 ein erfolgreicher Strukturwandel der Großgemeinde. Er war Stadtverordneter seit 1972, jüngster Abgeordneter in Hessen. Von 1977 bis 1987 Fraktionsvorsitzender. 1993 erster Bürgermeister in Hessen, der direkt gewählt wurde.

### Ehrenbürger
Die Stadt Borken verlieh erstmals 1971 die Ehrenbürgerwürde. Bisher wurde diese Würde acht Bürgern zu teil:
1. Kurt Wolff (†), Verleihung am 1. Juli 1971
Initiator der deutsch-französischen Städtepartnerschaft mit Méru
2. Alfred Möller (†), Verleihung am 28. April 1993
Langjähriger Erster Stadtrat und Ehrenamtler
3. Kurt Keßler (†), Verleihung am 25. September 1996
Landwirt und Heimatpfleger
4. Roswitha Schmidt-Weigand, Verleihung am 11. Dezember 1998
Realschullehrerin, Lokalpolitikerin und Ehrenamtlerin
5. Karl Schaub (†), Verleihung am 6. November 2004
Kraftwerksmeister, Ehrenamtler, beteiligt am Aufbau des Hessischen Braunkohle Bergbaumuseums
6. Gerhard Möller, Verleihung am 11. Januar 2008
Kaufmann und Heimatpfleger
7. Anette Antignac und Stefan Skasa-Weiß, Verleihung am 16. Januar 2015
Städtepartnerschaft Borken-Méru
8. Adolf Geis, Verleihung am 7. Dezember 2019[82]  Ehrenamtler

### Söhne und Töchter der Gemeinde
- Wilhelm Christoph Friedrich Arnold (* 1826 in Borken; † 1883 in Marburg), Jurist, Rechts-, Wirtschafts- und Kulturhistoriker und Politiker
- Günther Bott (* 1944 in Leslau an der Weichsel, aufgewachsen in Borken), ehemaliger Richter am Bundesarbeitsgericht
- Johann von Geyso (* 1593 in Borken; † 1661), hessischer General
- Marianne Hartung (* 1954, aufgewachsen in Großenenglis), Theologin
- Bettina Hauenschild (* 1964 in Stade), Schauspielerin
- Ernst Koch (* 1808 in Singlis; † 1858 in Luxemburg), Schriftsteller und Jurist
- August Sonnenschein (* 1875 in Kerstenhausen; † 1951 in Marburg), Politiker (DNVP) und Abgeordneter
- Hans Wittich (* 1911 in Lendorf; † 1984 in Karlsruhe), Mathematiker
- Johannes Wittich (1828–1898), Abgeordneter des Kurhessischen Kommunallandtags Kassel